# Missa Mercuria
Missa Mercuria è una metal opera del 2001.

## Tracce
1. Earth's Destruction
2. Requiem Mortale
3. Divine Spark (Firegod)
4. Whisper Of The Soul (Watergoddess)
5. Mother Earth (Earthgoddess)
6. Spirit Of Wisdom (Airgod)
7. Illusion Of Time
8. Missa Mercuria
9. Fairytale Of Truth
10. Farewell For Love's Sake
11. Journey To Hades: Departure To Fear
12. Journey To Hades: Strange Desert Walk
13. Journey To Hades: Bursting Ego
14. Journey To Hades: Down To Hell
15. Journey To Hades: Rectificando
16. Outro: New Eon Arises

- Testi: D. C. Cooper.
- Musica: Günter Werno, Stephan Lill, Alex Beyrodt, Alfred Koffler.
- Produzione: Dennis Ward.

## Formazione

### Cantanti e personaggi interpretati
- D. C. Cooper (Firegod)
- Sabine Edelsbacher (Watergoddess)
- Lori Williams (Earthgoddess)
- Andy Kuntz (Airgod)
- Isolde Groß (Mercuria)
- David Readman (Narratore)

### Strumentisti
- Andreas Lill - batteria
- Dennis Ward - basso
- Stephan Lill - chitarre
- Alfred Koffler - chitarre
- Alex Beyrodt - chitarre
- Günter Werno - tastiere
- Pedro Weiss - percussioni